# Veredas
Veredas (1977) é um filme português de João César Monteiro que se caracteriza por ser a primeira obra de ficção a explorar em Portugal o tema dos contos tradicionais populares, experiência cinematográfica sui generis na prática da antropologia visual, bem mais presente no documentário.
O filme estreou em Lisboa, no cinema Quarteto, a 19 de Maio de 1978.

## Sinopse
«História da Branca-Flor - a partir de lendas e figuras da mitologia popular. Raízes dum itinerário pelas origens naturais e paisagísticas, até ao coração de Portugal. Os valores (água, nascimento, roda-da-vida), as figurações (o diabo, os lobos) e as referências (o senhor, a servidão), com um estigma de justiça inadiável» (Cit.: José de Matos-Cruz em Cais do Olhar, ed. Cinemateca Portuguesa, 1999).
«Um filme com um enredo muito pouco convencional. Uma espécie de viagem poética por alguns mitos e lendas portugueses. De acordo com a crítica é "uma cartografia cinematográfica de Portugal". Um homem e uma mulher vêm de Trás-os-Montes para o litoral e durante a viagem deparam-se com lendas e rochedos, províncias e obstáculos diferentes» (Cit.: ficha do produtor).

## Enquadramento histórico
Veredas é a primeira de duas obras de João César Monteiro baseadas em textos inspirados na tradição oral portuguesa, sendo Silvestre (1982) a segunda. Adaptações livres de textos literários que exploram essa tradição, integrando neste caso elementos próprios do imaginário do autor, são expressão de uma tendência típica do cinema português dominante no documentário, a partir do início dos anos sessenta (António Campos), tendência que se desenvolve nos anos setenta : a devoção antropológica de cineastas como Manuel Costa e Silva, António Reis e Margarida Cordeiro, Ricardo Costa ou Noémia Delgado por realidades culturais e sociais arcaicas, mal conhecidas, típicas de regiões mais isoladas e com tradições bem preservadas. Monteiro e Noémia Delgado são os cineastas que, na ficção, exploram essas tradições (Ver: Novo Cinema).
Veredas será também o primeiro filme em que João César Monteiro, metendo-se na pele de uma das personagens, pela primeira vez protagoniza, não sem disso tirar algum prazer, o seu alter-ego : é frade e chefe de salteadores. Caracteriza-se esse seu gosto pelo protagonismo por extrapolar três ângulos de um triângulo : no topo, um pólo mágico, histórias fantásticas da Idade Média e da tradição oral portuguesa. Noutra ponta, intencional ou não, o desalinho narrativo, em estilo de brincadeira, e, com ela na base do triângulo, frade e malfeitor, protagonizando o Bem e o Mal, o personagem representado pelo João. Torna-se a questão quadrada quando no triângulo outro ângulo se encaixa, para dar mais pé à coisa : um estilo teatral, escala aberta, planos fixos, palavrosos, que muito boa crítica, em relação a este e aos futuros filmes, não despeitará.
Apreciando os comentários, em breve reincidirá o artista, não apenas como personagem notório mas como protagonista. O João - personagem dos filmes de João César Monteiro  - surgirá de novo em versões diferentes de um ego que se exibirá em contextos bem mais realistas : Recordações da Casa Amarela, A Comédia de Deus (1995), Le Bassin de John Wayne (1997), As Bodas de Deus (1999) e, por fim, como num sarcástico adeus, Vai e Vem (2003).

## Ficha artística
- Branca Flor – Cármen Duarte
- Contador de Histórias – Francisco Domingues
- Padre – Luís de Sousa Costa
- Diabo – Virgílio Branco
- Jovem mulher e esposa do diabo – Margarida Gil
- Frade e chefe dos salteadores – João César Monteiro
- Viajante e pastor – António Mendes
- Salteadores – José Pequeno e Fernando Araújo
- Jovem criatura dos olmos e das águas - Leonor Seixas
- Filhas do diabo – Sílvia Ferreira
- Atena – Manuela de Freitas
- Senhor das Terras – João Guedes
- Mulher do Senhor – Madalena Barbosa
- Mulher que grada a terra – Adília Martins
- Mulher que embala a criança – Ifigénia de Carvalho
- Corifeu – Minervina Chapanito
- Miúdo que se banha – Pedro Ferreira
- Homem da nora – Manuel Rocha
- Filha mais velha – Alexandra Barbosa
- Cocheiro – João Ravasqueira
- Filho mais velho – António Matos
- Pastora – Delfina Ferreirinho
- Pastores – Sérgio da Feilz e António Dias
- Comandante da GNR – José Bizarro

## Ficha técnica
- Realizador – João César Monteiro
- Assistente de realização – Margarida Gil
- Director de produção – Henrique Espírito Santo
- Assistente de produção – Carlos Mena
- Fotografia – Acácio de Almeida
- Assistente de imagem – Octávio Espírito Santo
- Efeitos especiais – Luís de Castro
- Iluminação – Emílio Castro (chefe), Carlos Alberto e Carlos Fernandes
- Maquinistas – Vasco Sequeira e Francisco Branco
- Adereços – Teresa Caldas
- Figurinos – João Vieira e João César Monteiro
- Guarda-roupa – Anahory
- Director de som – João Diogo
- Operador de som – José de Carvalho
- Assistentes de som – Filipe Gonçalves e Mário Luís
- Locução – Margarida Gil, Helena Domingos e João César Monteiro
- Músicas – Música instrumental da Idade Média, 7ª Sinfonia de Anton Bruckner, música popular de Trás-os-Montes e Alto Douro
- Montagem – João César Monteiro
- Formato – 35 mm cor 35mm
- Duração – 121’
- Laboratório de imagem : Tóbis Portuguesa
- Laboratórios de som : Valentim de Carvalho e Exa Film (Madrid)
- Ante-estreia – Cinema Quarteto, Lisboa, a 2 de Maio de  1978
- Estreia – Cinema Quarteto, Lisboa, a 19 de Maio de 1978

## Festivais e projecções especiais
- Cinemateca Francesa (Ciclo de filmes sobre Trás-os-Montes e Alto Douro, Paris, 2002 - homenagem a António Reis e Margarida Cordeiro)
- Febiofest – Praga, 2004